# العلاقات النيجرية الرواندية
العلاقات النيجرية الرواندية هي العلاقات الثنائية التي تجمع بين النيجر ورواندا.

## مقارنة بين البلدين
هذه مقارنة عامة ومرجعية للدولتين:
| وجه المقارنة                                              | النيجر          | رواندا                                        |
| --------------------------------------------------------- | --------------- | --------------------------------------------- |
| المساحة (كم2)                                             | 1.27 مليون      | 26.34 ألف                                     |
| عدد السكان (نسمة)                                         | 21.48 مليون     | 12.21 مليون                                   |
| الكثافة السكانية (ن./كم²)                                 | 16.91           | 463.55                                        |
| العاصمة                                                   | نيامي           | كيغالي                                        |
| اللغة الرسمية                                             | لغة فرنسية      | اللغة الكينيارواندا، لغة إنجليزية، لغة فرنسية |
| العملة                                                    | فرنك غرب أفريقي | فرنك رواندي                                   |
| الناتج المحلي الإجمالي (بليون دولار)                      | 8.12 مليار      | 9.14 مليار                                    |
| الناتج المحلي الإجمالي (تعادل القوة الشرائية) بليون دولار | 19.01 مليار     | 20.46 مليار                                   |
| الناتج المحلي الإجمالي الاسمي للفرد دولار أمريكي          | 358             | 697                                           |
| الناتج المحلي الإجمالي للفرد دولار أمريكي                 | 938             | 1.66 ألف                                      |
| مؤشر التنمية البشرية                                      | 0.348           | 0.483                                         |
| رمز المكالمات الدولي                                      | +227            | +250                                          |
| رمز الإنترنت                                              | .ne             | .rw                                           |
| المنطقة الزمنية                                           | ت ع م+01:00     | ت ع م+02:00                                   |

## منظمات دولية مشتركة
يشترك البلدان في عضوية مجموعة من المنظمات الدولية، منها:
| علم المنظمة | اسم المنظمة                                 | تاريخ انضمام النيجر | تاريخ انضمام رواندا |
| ----------- | ------------------------------------------- | ------------------- | ------------------- |
|             | مؤسسة التنمية الدولية                       | 24 أبريل 1963       | 30 سبتمبر 1963      |
|             | يونسكو                                      | 10 نوفمبر 1960      | 7 نوفمبر 1962       |
|             | وكالة ضمان الاستثمار متعدد الأطراف          | 10 مايو 2012        | 27 سبتمبر 2002      |
|             | الأمم المتحدة                               | 20 سبتمبر 1960      | 18 سبتمبر 1962      |
|             | مجموعة دول أفريقيا والكاريبي والمحيط الهادئ | ?                   | ?                   |
|             | الاتحاد البريدي العالمي                     | ?                   | ?                   |
|             | البنك الدولي للإنشاء والتعمير               | 24 أبريل 1963       | 30 سبتمبر 1963      |
|             | الاتحاد الدولي للاتصالات                    | 14 نوفمبر 1960      | 12 ديسمبر 1962      |
|             | منظمة حظر الأسلحة الكيميائية                | ?                   | ?                   |
|             | مؤسسة التمويل الدولية                       | 7 يناير 1980        | 6 نوفمبر 1975       |
|             | المركز الدولي لتسوية المنازعات الاستشارية   | 14 ديسمبر 1966      | 14 نوفمبر 1979      |
|             | منظمة التجارة العالمية                      | ?                   | ?                   |
|             | منظمة الشرطة الجنائية الدولية               | ?                   | ?                   |
|             | الاتحاد الأفريقي                            | ?                   | ?                   |
|             | البنك الإفريقي للتنمية                      | ?                   | ?                   |

## وصلات خارجية
- موقع وزارة الخارجية الرواندية